# Austin Station (Texas)

Austin Station ist ein 1949 eröffneter Bahnhof in der westlichen Innenstadt von Austin, Texas, Vereinigte Staaten.

## Geschichte
1871 wurde Austin mit der Bahnstrecke der Houston and Texas Central Railroad ans Bahnnetz angeschlossen. Der Bahnhof mit angeschlossenem Hotel wurde zunächst auf der 5th Street errichtet. Das Hotelgebäude ist heute noch erhalten und war zuletzt bis 2017 ein Restaurant. 1876 errichtete die International and Great Northern Railroad (I&GN) ihren Bahnhof an der Kreuzung Congress Avenue und 3rd Street. 1902 baute die Houston an Texas Central ebenfalls an der Kreuzung einen neuen Bahnhof. In den 1920er fuhren täglich bis zu 18 Personenzüge auf der Strecke entlang der 3rd Street durch die Innenstadt von Austin. So wurden bereits in Stadtentwicklungsplänen ab 1927 eine Umverlegung der Bahnhöfe gefordert.
Nach dem Zweiten Weltkrieg begann ein starker Rückgang im Personenverkehr in den Vereinigten Staaten. Zeitgleich wollte der Stadtrat von Austin, die Bahnhöfe nun endgültig aus der Innenstadt herauslegen, um damit die entsprechenden Verkehrsprobleme zu beseitigen. Der geplante Bau eines gemeinsamen Bahnhofes (Union Station) wurde von den Bahngesellschaften abgelehnt, da es kein nennenswertes Umsteigeaufkommen gab. Auch viele Stadträte befürchteten die enormen Kosten für die Stadt bei der Errichtung eines solchen Bahnhofes. Die Missouri Pacific Railroad (Nachfolgerin der I&GN) beabsichtigte den Bau eines neuen eigenen Bahnhofes am Nordufer des Colorado Rivers. Im Juni 1948 erteilte die Stadt die Genehmigung für das 150.000 bis 200.000 Dollar teure Bauwerk. Anfang August 1949 wurde der Bahnhof in Betrieb genommen.
Die alten Gebäude wurden dann in den 1950er Jahren abgerissen und die Bahnstrecken in der 3rd Street zurückgebaut. Am 22. September 1970 fuhr der letzte Personenzug der Missouri Pacific in Austin ab. 1973 übernahm Amtrak den Betrieb des Bahnhofes und begann ihn wieder zu bedienen. Heute wird der Bahnhof ausschließlich durch den zwischen Chicago und Los Angeles verkehrenden Texas Eagle bedient, der zwischen Chicago und San Antonio mit einem täglichen Zugpaar und weiter nach Los Angeles an drei Tagen pro Woche verkehrt. Der Bahnhof steht im Eigentum der Union Pacific Railroad.
Das Ziegelgebäude hat einen kleinen Warteraum, Fahrkartenschalter und eine Toilette für die Passagiere.